# Maratona aquática no Campeonato Europeu de Esportes Aquáticos de 2021 - 10 km feminino
Os 10 km da maratona aquática feminina da maratona aquática no Campeonato Europeu de Esportes Aquáticos de 2021 ocorreu no dia 13 de maio no Lago Lupa, em Budakalász na Hungria.

## Calendário
| Fase  | Data       | Hora  |
| ----- | ---------- | ----- |
| Final | 13 de maio | 14:00 |

Todos os horários estão no horário local (UTC+1)

## Medalhistas
| Ouro                        | Prata            | Bronze              |
| Sharon van Rouwendaal (NED) | Anna Olasz (HUN) | Rachele Bruni (ITA) |

## Resultados
Esses foram os resultados da competição.
| Pos.              | Nadadora                 | Nacionalidade | Tempo     |
| ----------------- | ------------------------ | ------------- | --------- |
| Medalha de ouro   | Sharon van Rouwendaal    | Países Baixos | 1:59:12.7 |
| Medalha de prata  | Anna Olasz               | Hungria       | 1:59:13.0 |
| Medalha de bronze | Rachele Bruni            | Itália        | 1:59:15.1 |
| 4                 | Paula Ruiz               | Espanha       | 1:59:15.5 |
| 5                 | Giulia Gabbrielleschi    | Itália        | 1:59:16.2 |
| 6                 | Angélica André           | Portugal      | 1:59:18.0 |
| 7                 | Ginevra Taddeucci        | Itália        | 1:59:19.1 |
| 8                 | Anastasiya Kirpichnikova | Rússia        | 1:59:19.3 |
| 9                 | Lara Grangeon            | França        | 1:59:21.8 |
| 10                | Réka Rohács              | Hungria       | 1:59:33.2 |
| 11                | Alena Benešová           | Chéquia       | 2:01:05.3 |
| 12                | Ekaterina Sorokina       | Rússia        | 2:02:01.3 |
| 13                | Kata Sömenek Onon        | Hungria       | 2:02:03.9 |
| 14                | Océane Cassignol         | França        | 2:02:46.8 |
| 15                | Emily Clarke             | Reino Unido   | 2:03:24.6 |
| 16                | Lea Boy                  | Alemanha      | 2:03:49.4 |
| 17                | Johanna Enkner           | Áustria       | 2:04:50.9 |
| 18                | Špela Perše              | Eslovênia     | 2:05:14.6 |
| 19                | Julie Pleskotová         | Chéquia       | 2:07:35.1 |
| 20                | Eva Fabian               | Israel        | 2:08:37.9 |
| 21                | Lenka Štěrbová           | Chéquia       | 2:10:15.7 |
| 22                | Lærke Toft Ruby          | Dinamarca     | 2:11:06.5 |
| 23                | Nefeli Giannopoulou      | Grécia        | 2:11:07.8 |
| 24                | Valeriia Ermakova        | Rússia        | DNF       |
| 24                | Krystyna Panchishko      | Ucrânia       | DNF       |
| 24                | Leonie Beck              | Alemanha      | DNS       |